# Марк Акценна Вер
Марк Акценна Вер (лат. Marcus Accenna Verus) — римский политический первой половины II века.
Вер происходил из сенаторской семьи. По всей видимости, его родиной была южноиспанская провинция Бетика. О карьере Акценны известно только лишь то, что в 125 году он занимал должность консула-суффекта вместе с Публием Луцием Косконианом.